# Cuisine bretonne
Pour les articles homonymes, voir Cuisine et Breton (homonymie).
La cuisine bretonne conjugue produits de la terre et de la mer. Simple et roborative, elle met l'accent sur le poisson et les fruits de mer (huîtres belon, moules, homards, coquilles Saint-Jacques), les céréales et les féculents (crêpes et galettes de sarrasin), le beurre salé, le caramel au beurre salé et le cidre breton.
Parmi les plats emblématiques de la région figurent le kig ha farz, le gâteau breton, le far breton, le kouign-amann, les crêpes bretonnes, les galettes-saucisses ou l'andouille de Guémené.

## Produits

### Légumes
- Artichaut

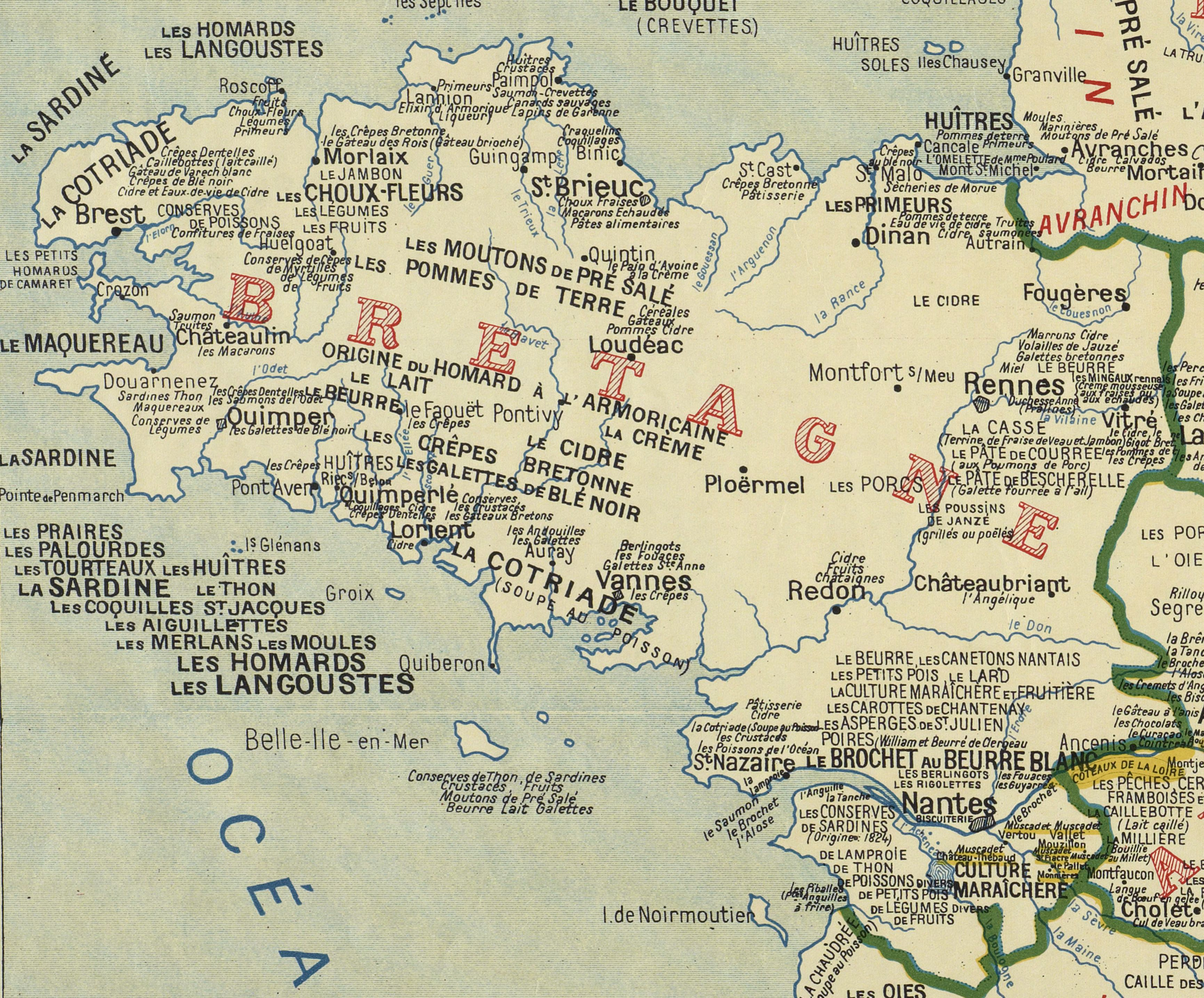
Carte gastronomique de la Bretagne (1929).

- Carotte guérandaise et carotte nantaise
- Chou de Lorient[1]
- Chou-fleur
- Cocos de Paimpol (AOC) ou de Cancale
- Échalote du Léon
- Mâche nantaise
- Oignon de Roscoff (AOC)
- Poireau
- Pomme de terre

### Fruits
- Châtaigne

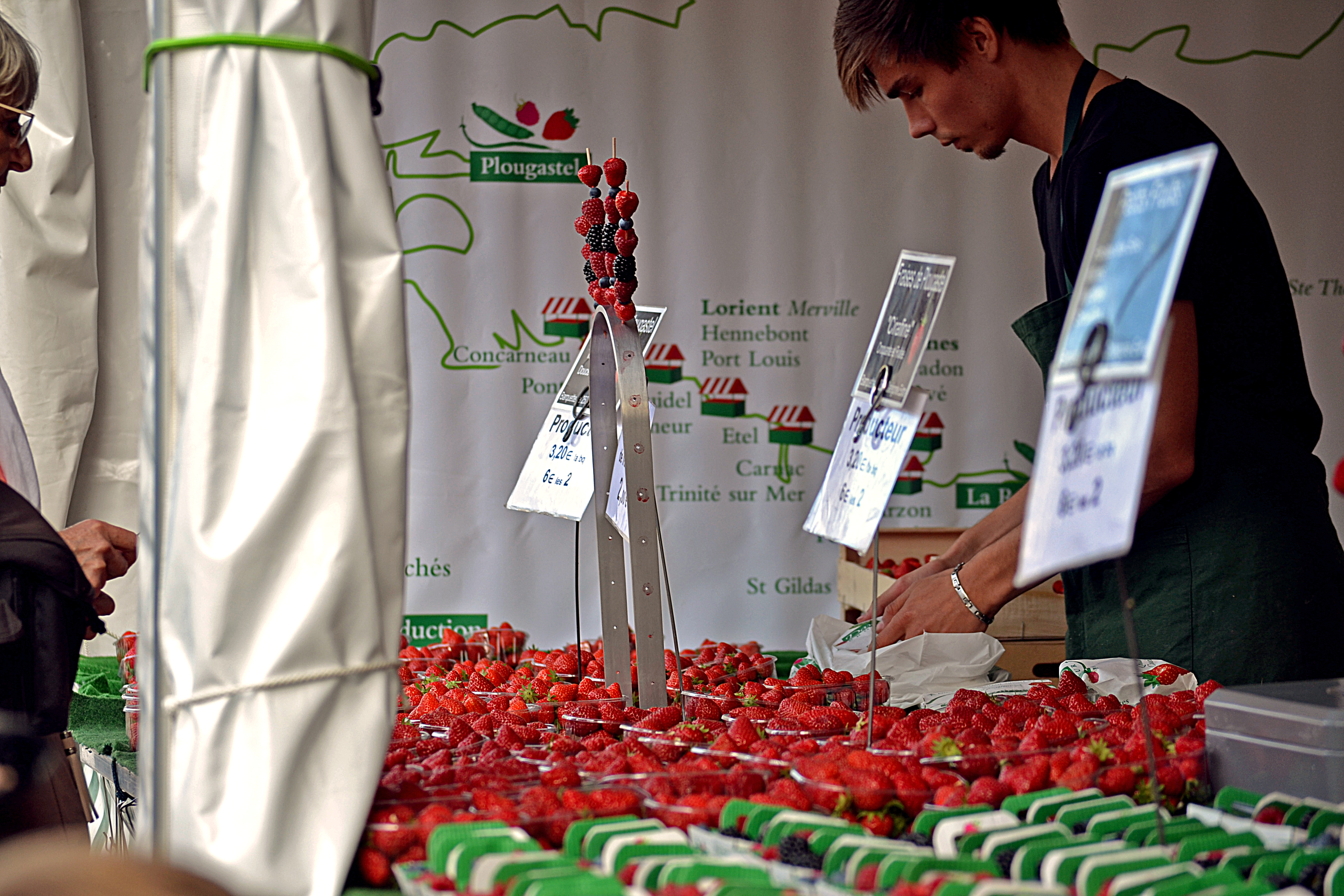
Fraises de Plougastel.

- Fraise (dont celle de Plougastel et de Pornic)
- Fraise des bois
- Mûre
- Myrtille
- Petit-gris de Rennes (melon)
- Poire
- Pomme
- Prunelle
- Rhubarbe

### Céréales
- Avoine
- Froment
- Sarrasin

### Coquillages et crustacés
- Araignée
- Bernique
- Bigorneaux
- Clam
- Coque

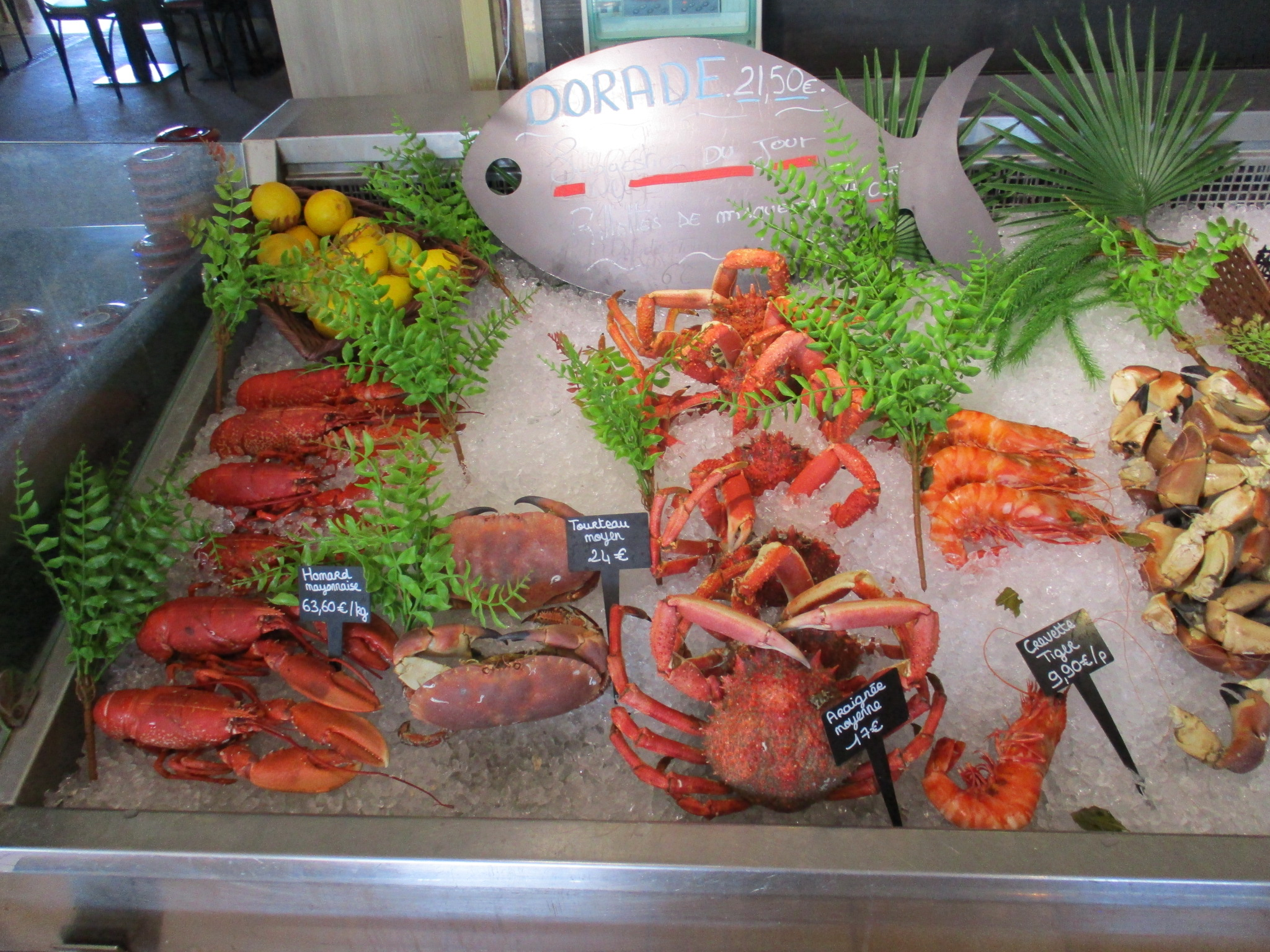
Crustacés de plateau de fruits de mer de la côte d'Émeraude.

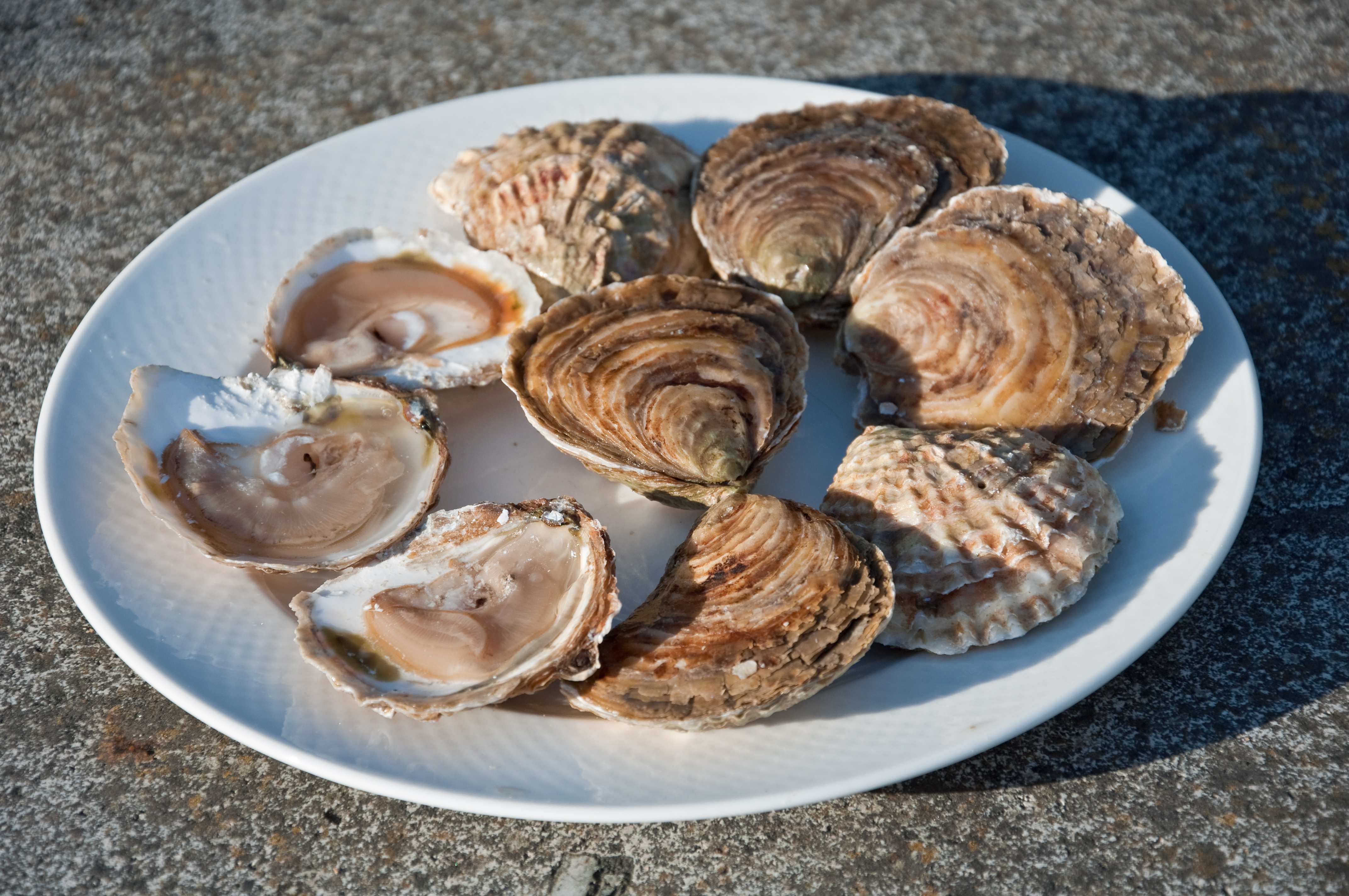
Huîtres plates dites belons.

- Coquille Saint-Jacques de la baie de Saint-Brieuc
- Étrille
- Homard breton
- Huître creuse
- Huître plate, belon
- Langouste
- Langoustine
- Moules de bouchot de la baie du Mont-Saint-Michel (AOC)
- Oursin
- Palourde
- Pétoncle
- Praire
- Pied de couteaux
- Pouce-pied
- Tourteau

### Poissons

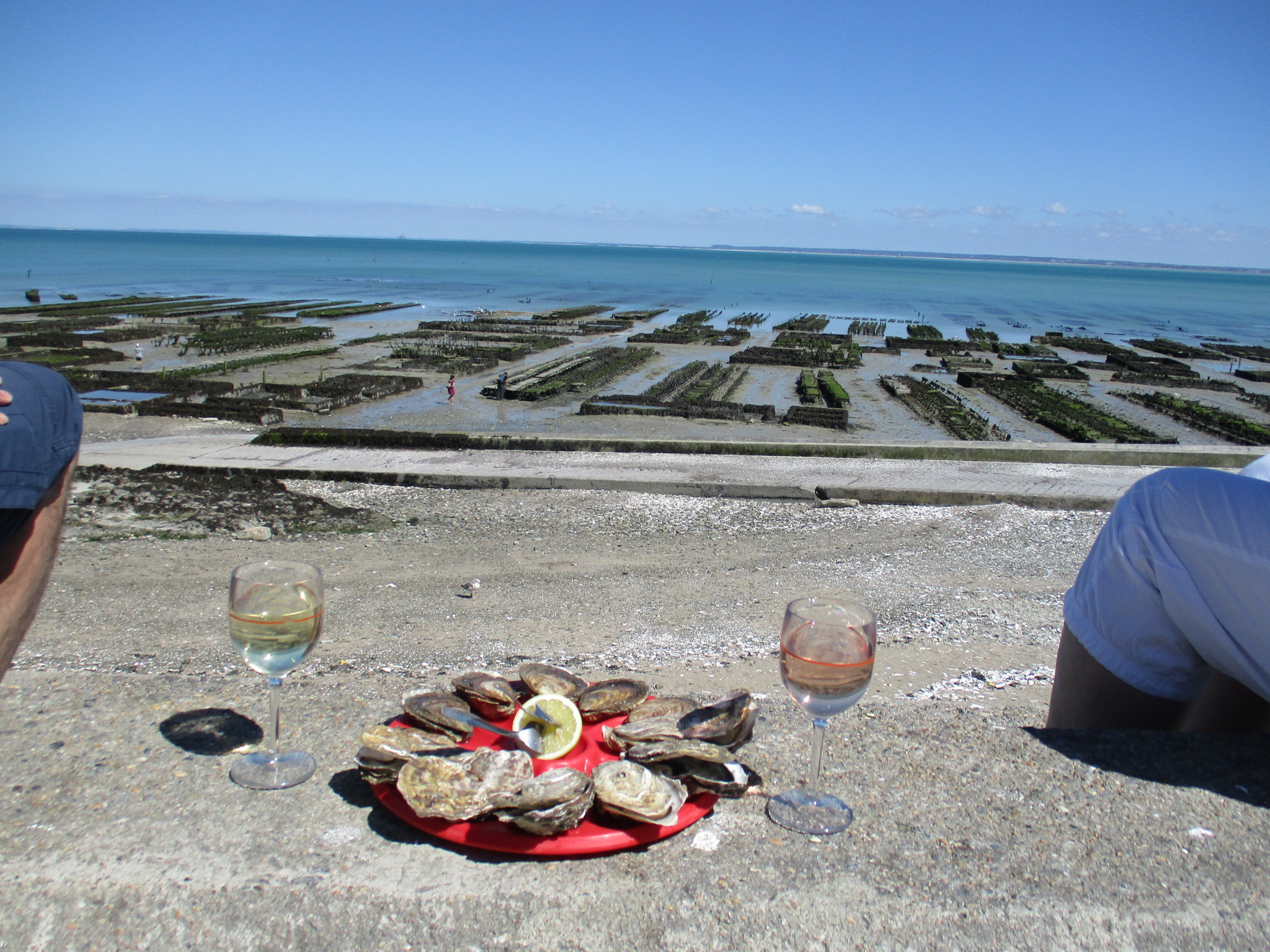
Dégustation d’huîtres de Cancale, des parcs à huître sur la côte d'Émeraude.

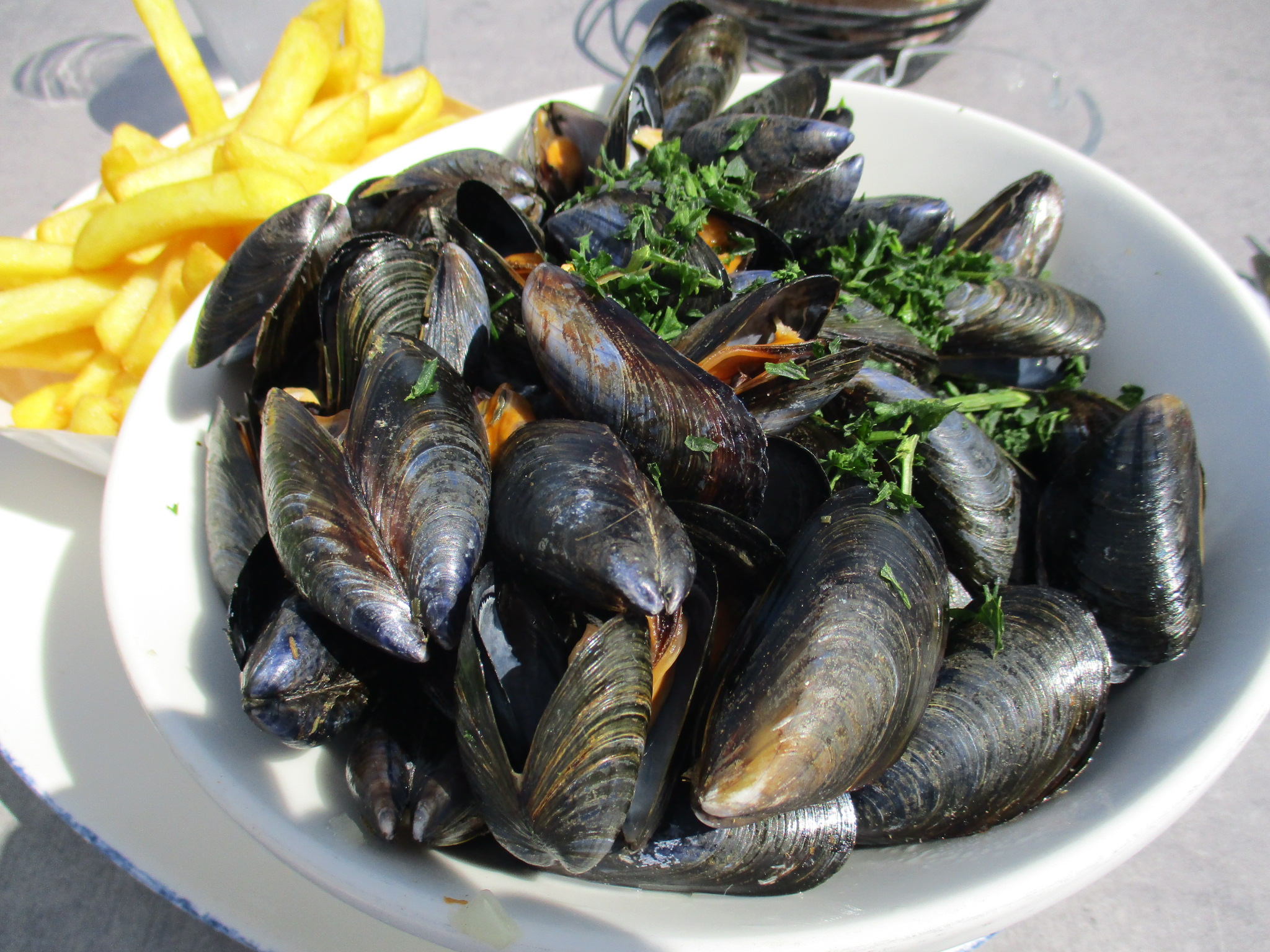
Moules marinières.

- Anguille
- Bar
- Bonite
- Civelle
- Congre
- Daurade grise et royale
- Maquereau
- Merlan
- Lieu jaune
- Lieu noir
- Lotte
- Raie
- Morgat
- Mulet
- Rouget
- Sardines
- Sole
- Thon
- Turbot
- Saumon
- Saumonette

### Viandes
- Agneau de pré-salé (AOC)

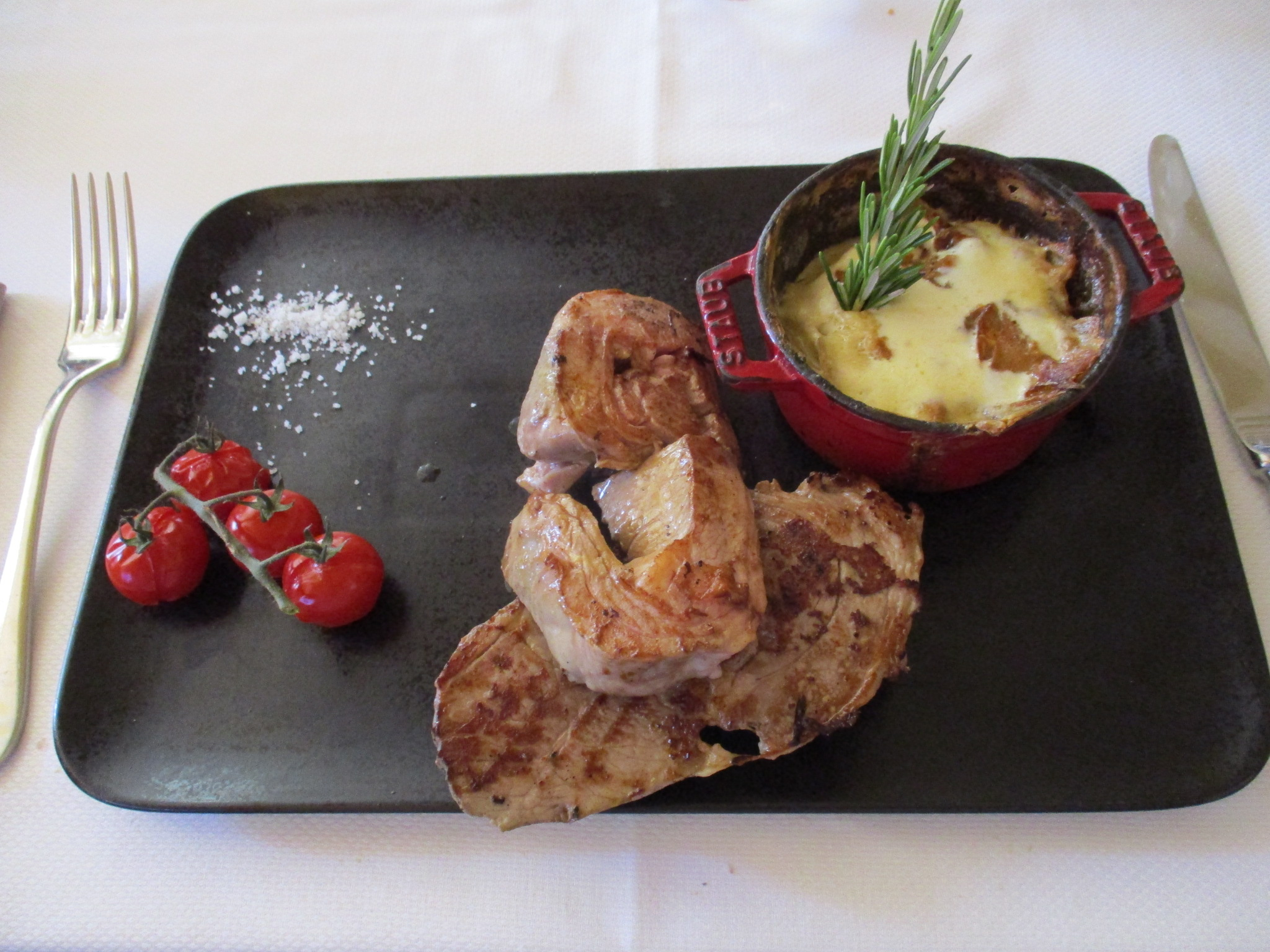
Viande d'agneau de prés salés (Prés salés du Mont-Saint-Michel AOC).

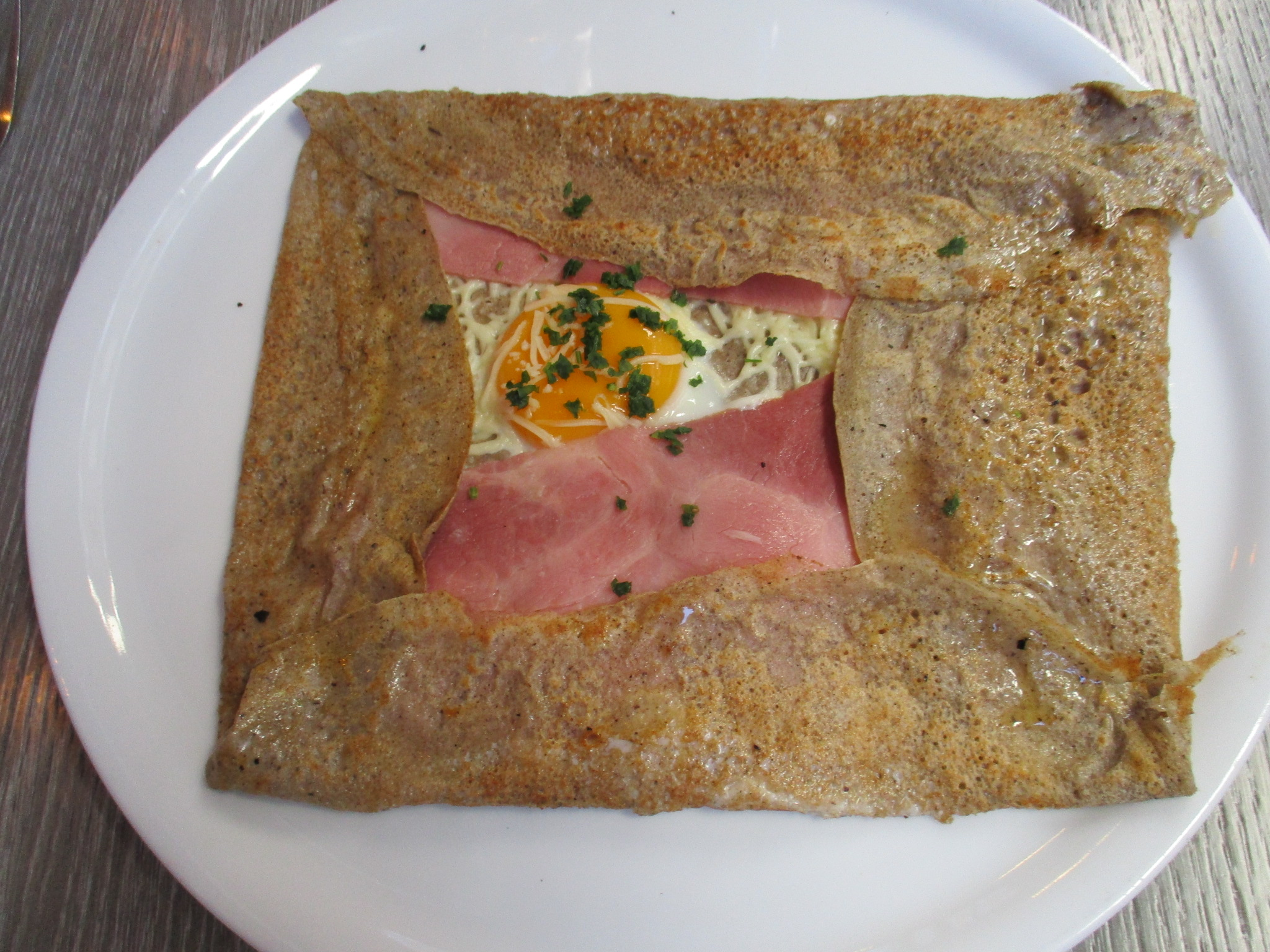
Galette de sarrasin complète, jambon, fromage râpé, œuf (Haute-Bretagne).

- Bœuf (dont le filet de bœuf chateaubriand)
- Porc
- Poulet
- Sanglier
- Veau

### Charcuteries
- Andouille de Guémené ou du Coglais
- Boudin
- Pâté de campagne breton

### Fromages
- Abbaye de la Joie Notre-Dame
- Chandamour
- Le Curé Nantais
- Gourmelin
- Machecoulais
- Petit Billy
- Petit Breton
- Ti Pavez
- Tomme des Monts d'Arrée (au lait cru)
- Tome de Rhuys

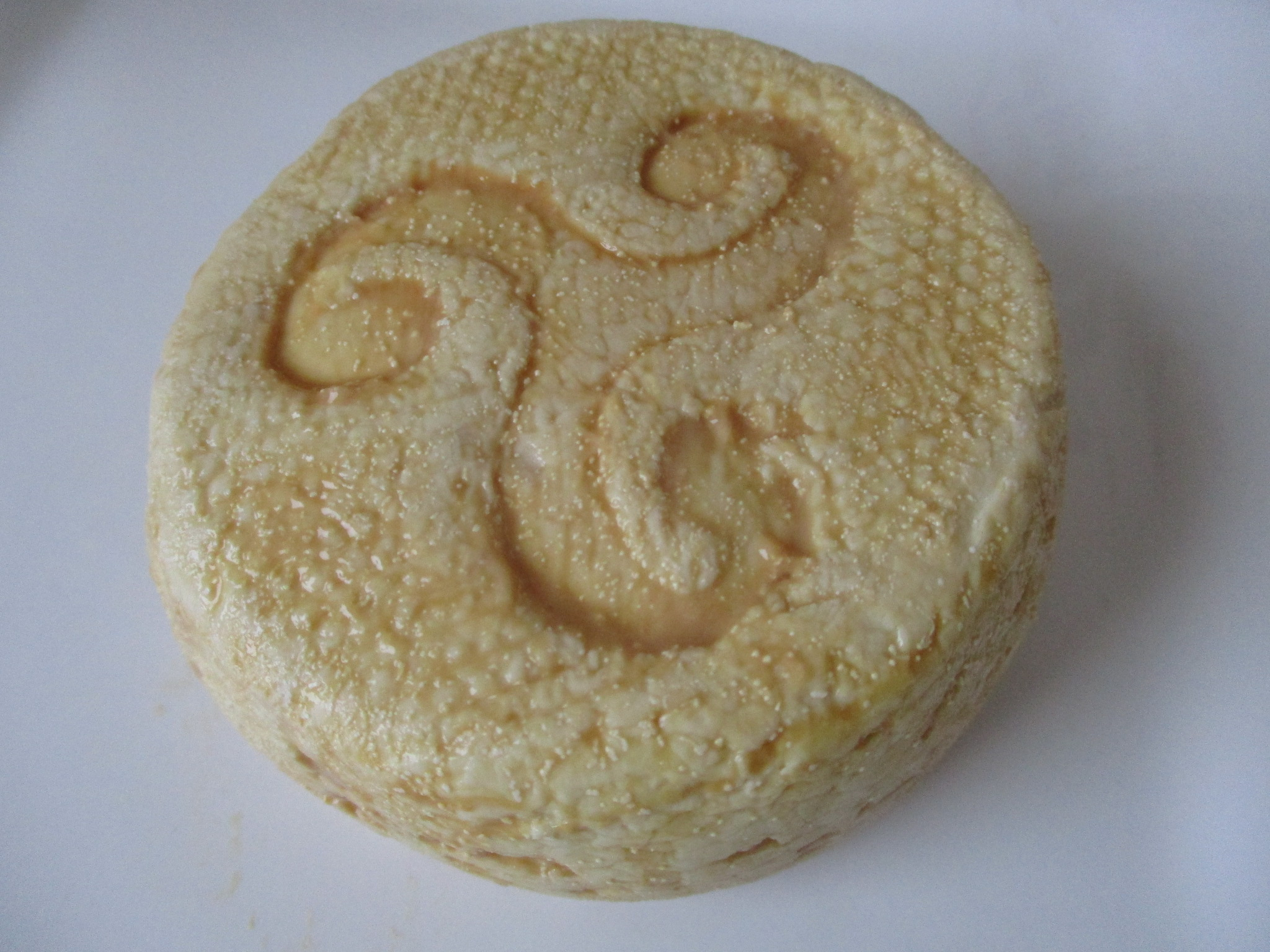
Le Curé Nantais.

- Trappe de Timadeuc de l'Abbaye Notre-Dame de Timadeuc
- Trappiste de Campénéac

### Condiments

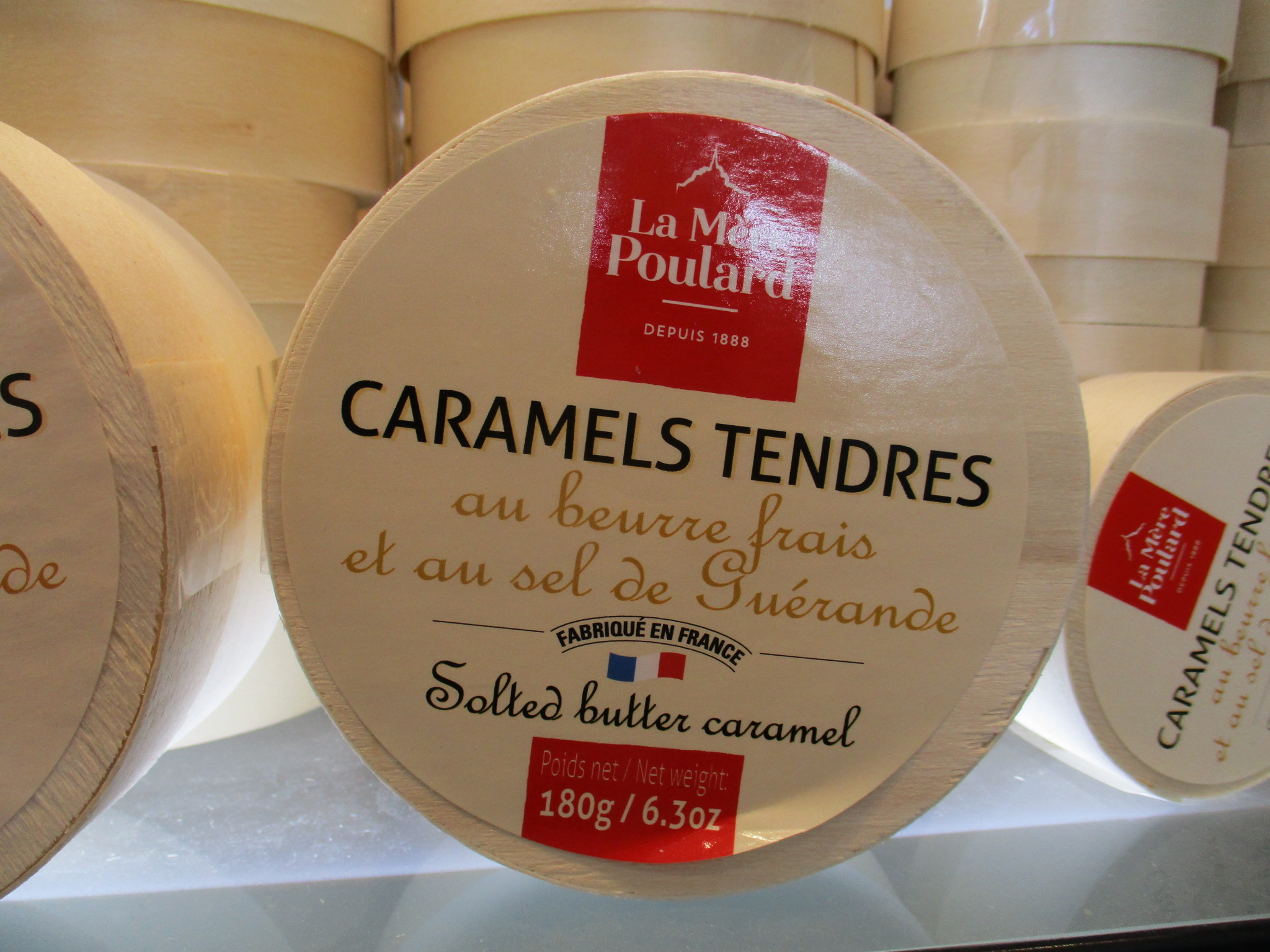
Caramel au beurre salé. de Guérande

- Beurre salé et beurre demi-sel
- Kari Gosse
- Sel de Guérande
- Vinaigre de cidre

### Algues et plantes marines
- Algues (sous diverses formes)
- Salicorne

## Plats

### Soupes

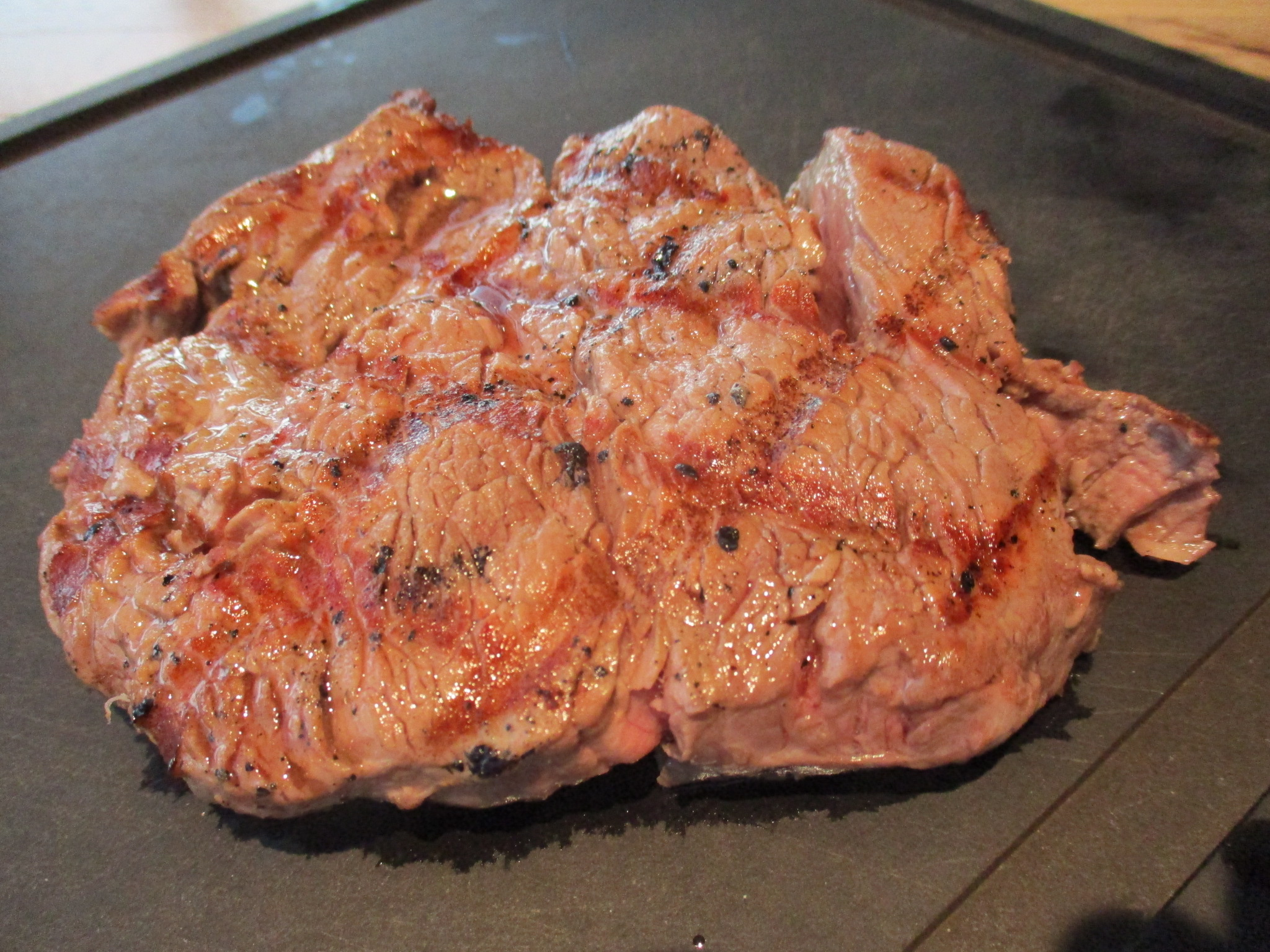
Filet de bœuf chateaubriand

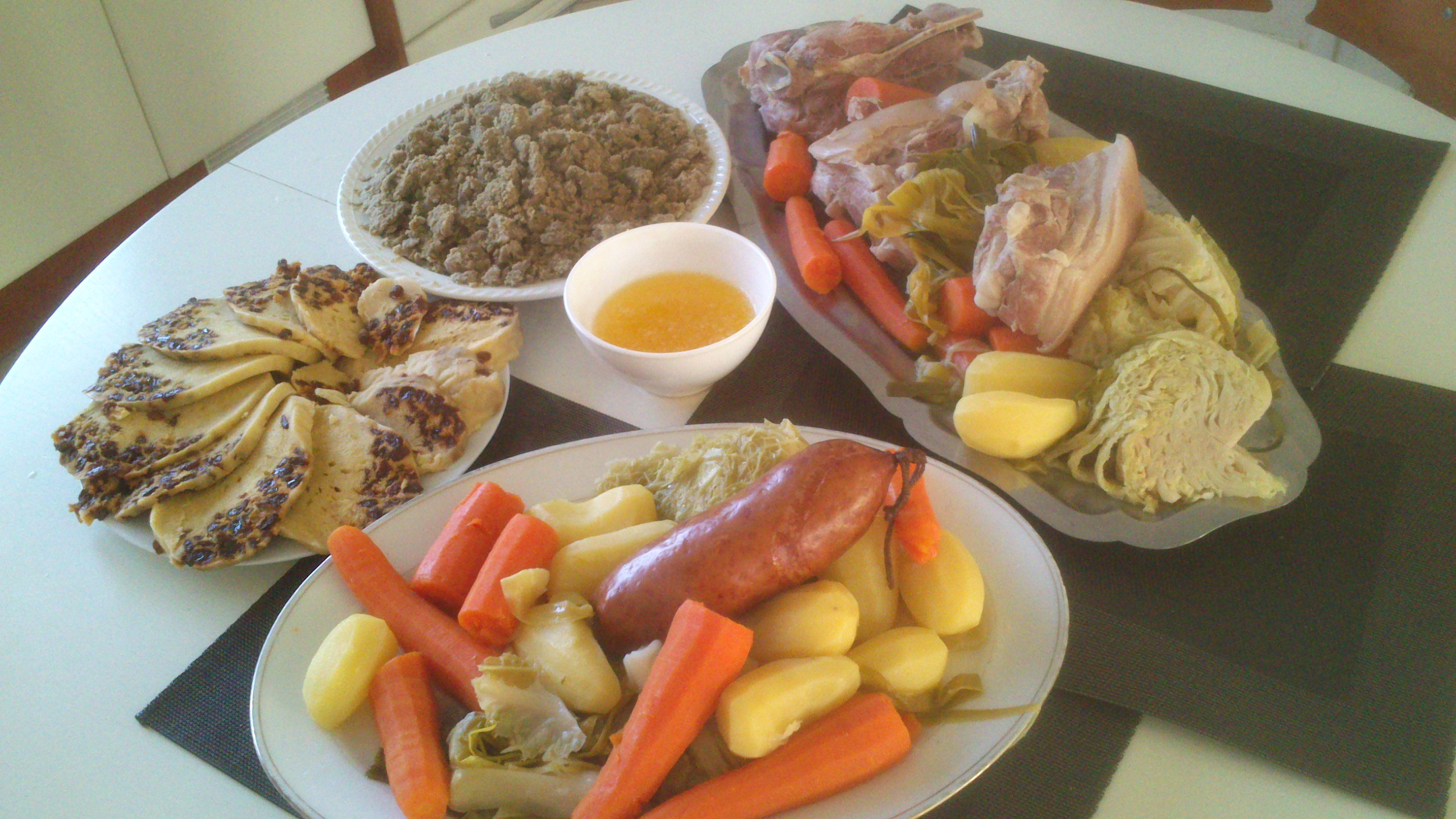
Kig-ha-farz.

- Miton rennais

### Viandes
- Coucou de Rennes
- Filet de bœuf chateaubriand
- Chotten
- Lard nantais
- Porché de Dol-de-Bretagne
- Casse de Rennes
- Kig ha farz
- Potée bretonne
- Roulade Sévigné

### Produits de la mer

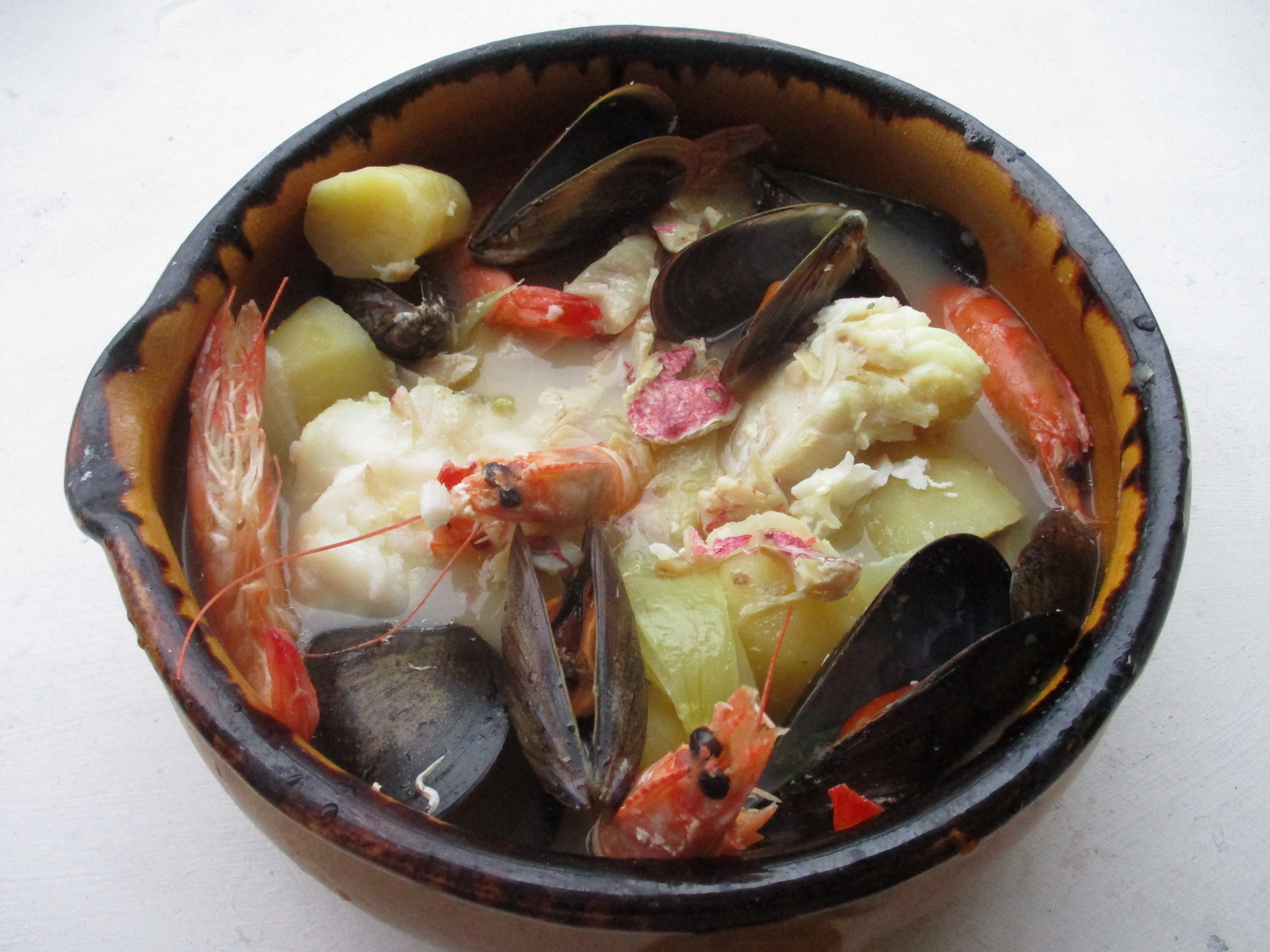
Cotriade.

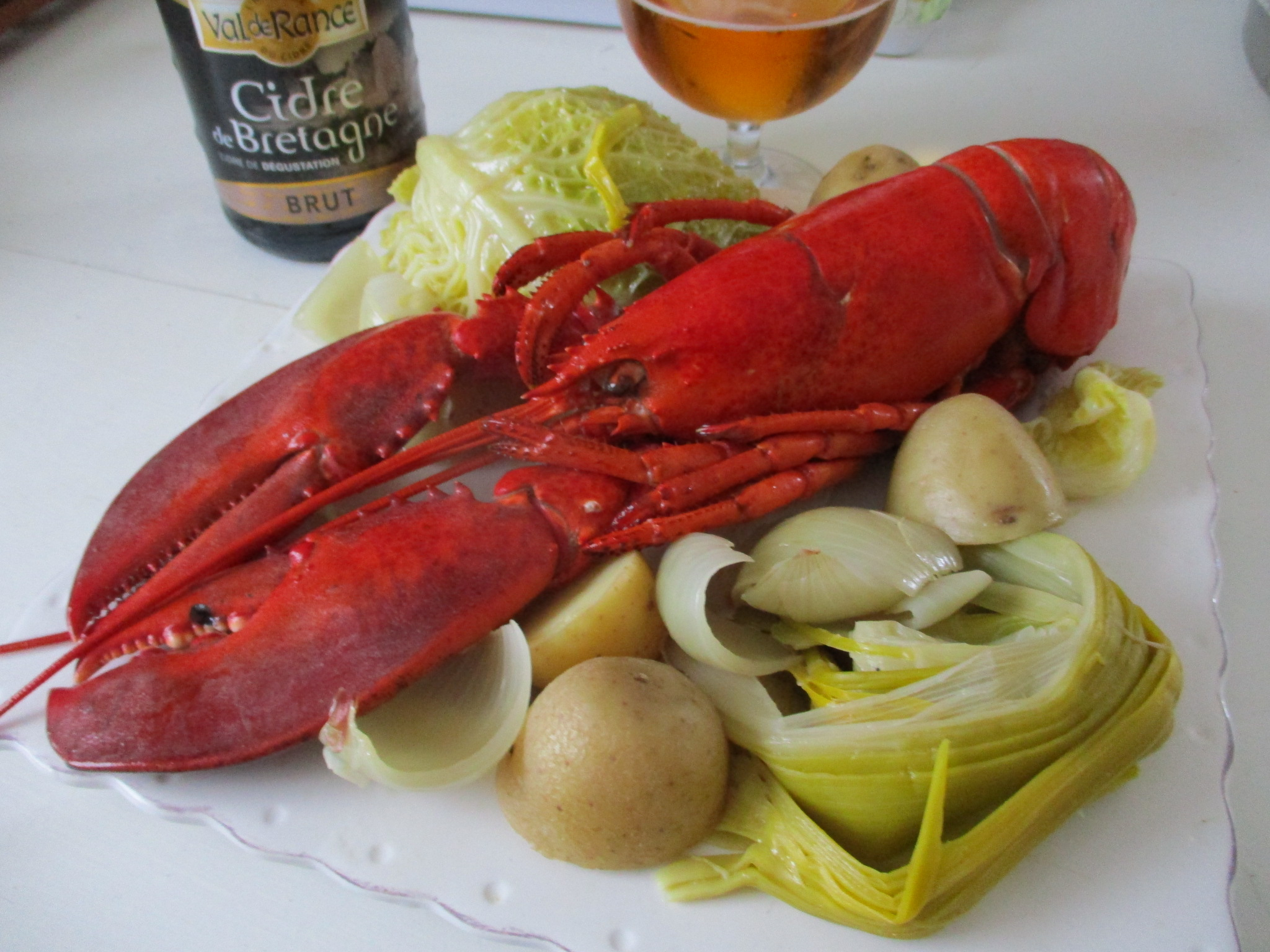
Potée bretonne au homard et au cidre breton.

- Bar de ligne au beurre blanc
- Congre à la bretonne
- Cotriade
- Homard à l'armoricaine
- Lotte à l'armoricaine
- Maquereaux au cidre
- Merlan à la crème
- Moules à la bretonne
- Moules marinières
- Plateau de fruits de mer
- Ragoût de lieu noir
- Raie au beurre noir
- Rillettes de sardines
- Thon blanc à la bretonne

### Sauces
- Beurre blanc

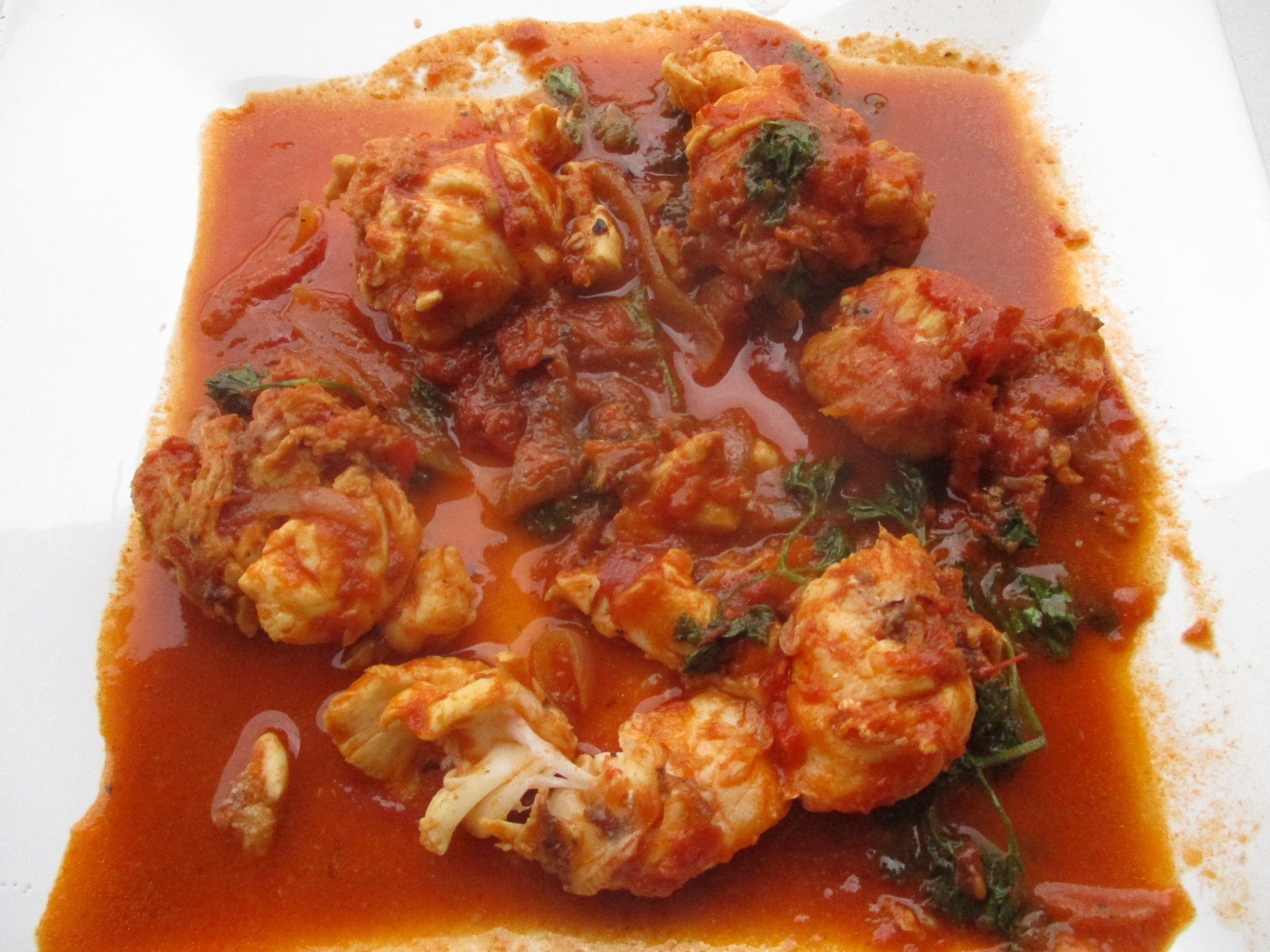
Homard à l'armoricaine.

- Lipic (ou lipig en breton) : pour accompagner le kig ha farz
- Sauce armoricaine
- Sauce bretonne

### Crêpes et galettes
- Crêpe bretonne
- Galette bretonne
- Galette-saucisse

### Desserts

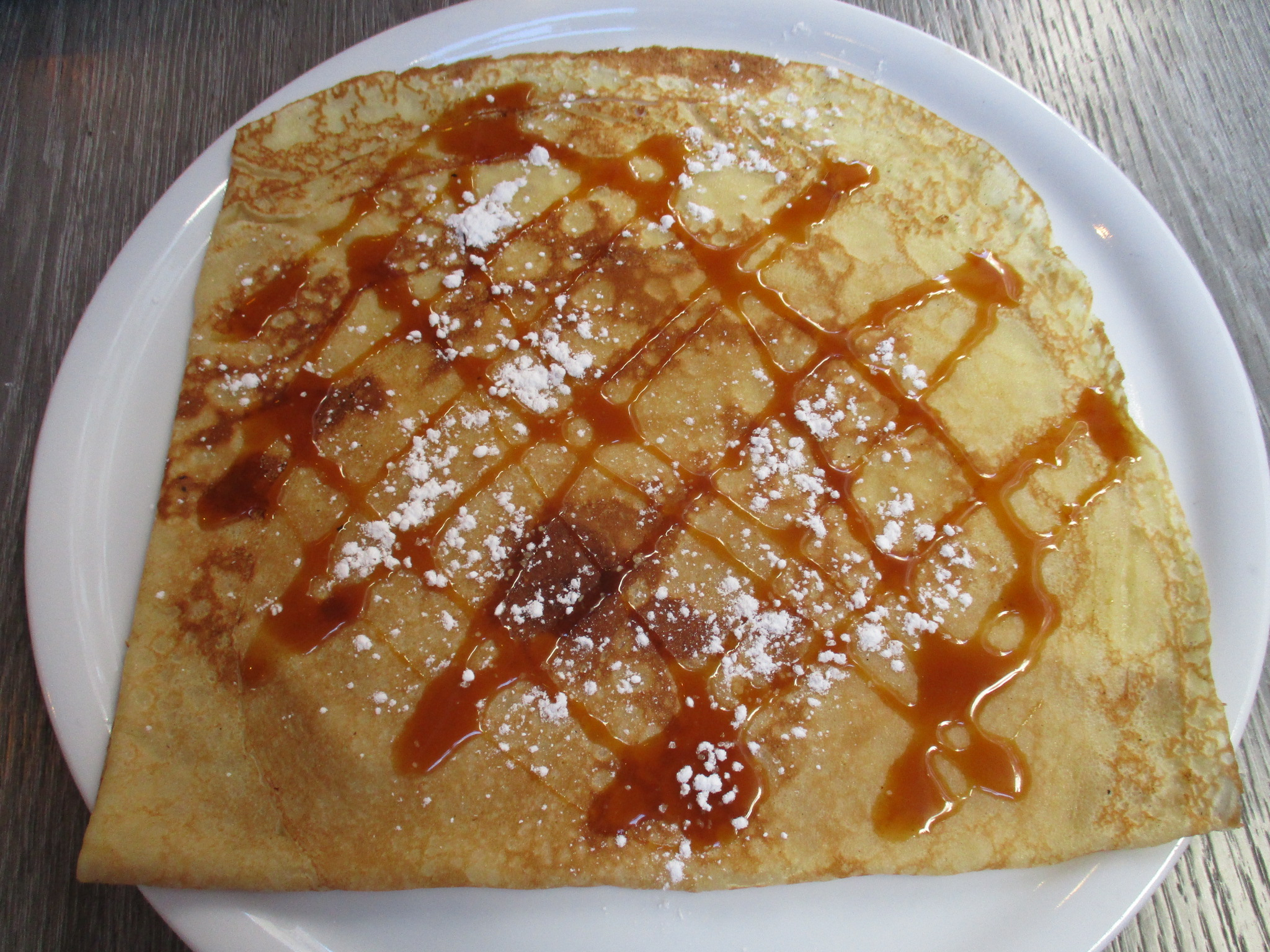
Crêpe bretonne nappée de caramel au beurre salé.

- Beignets bretons (beignet aux pommes au cidre)
- Yod kerc'h (bouillie d'avoine bretonne)
- Bouillie de sarrasin
- Far breton
- Farz buan
- Gâteau breton
- Gâteau nantais
- Gwell
- Kouign
- Kouign-amann
- Parlementin de Rennes
- Pommé
- Quatre-quarts
- Vitréais

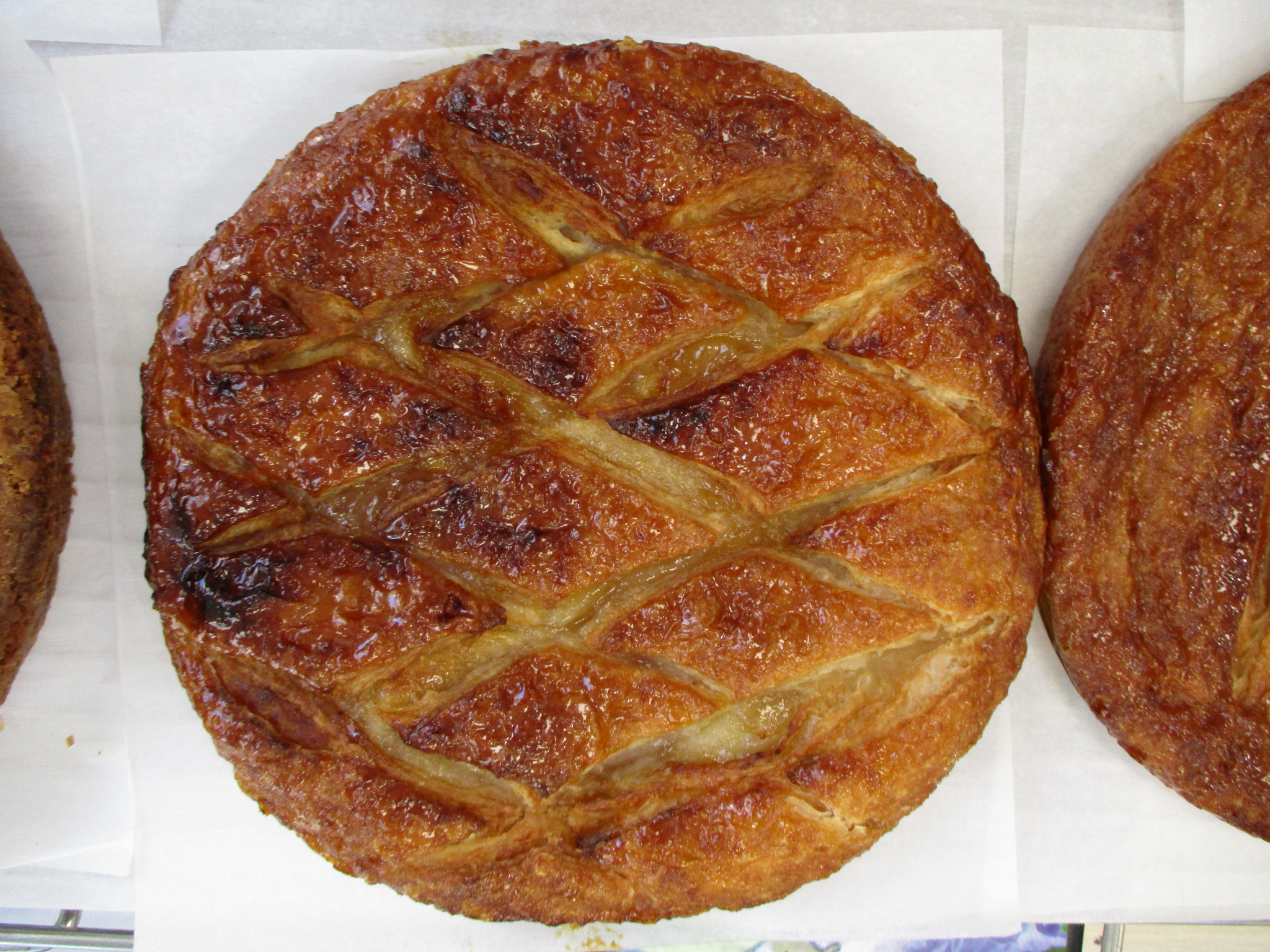
Kouign-amann.
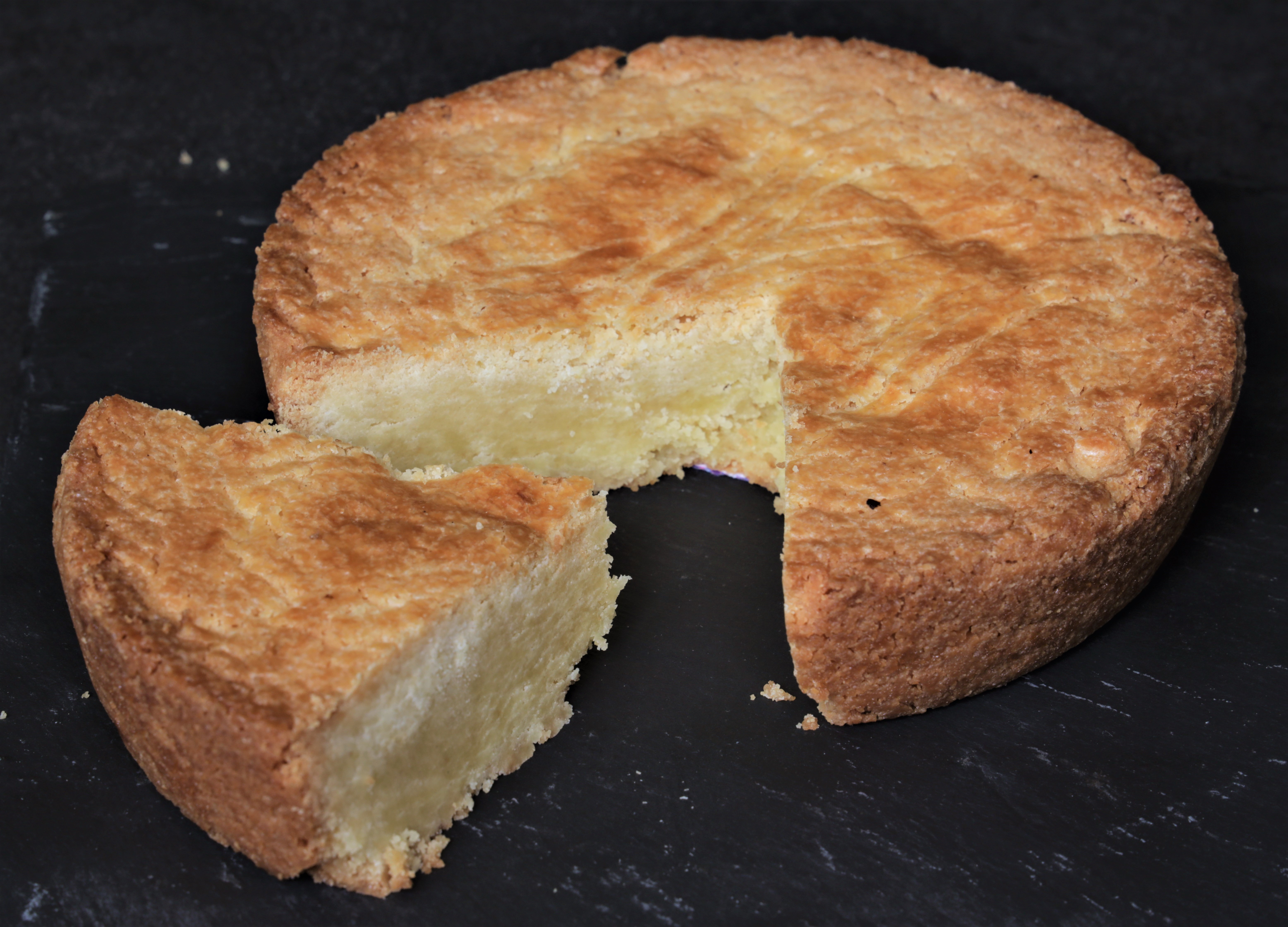
Gâteau breton.
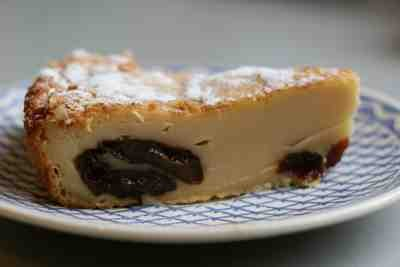
Far breton.
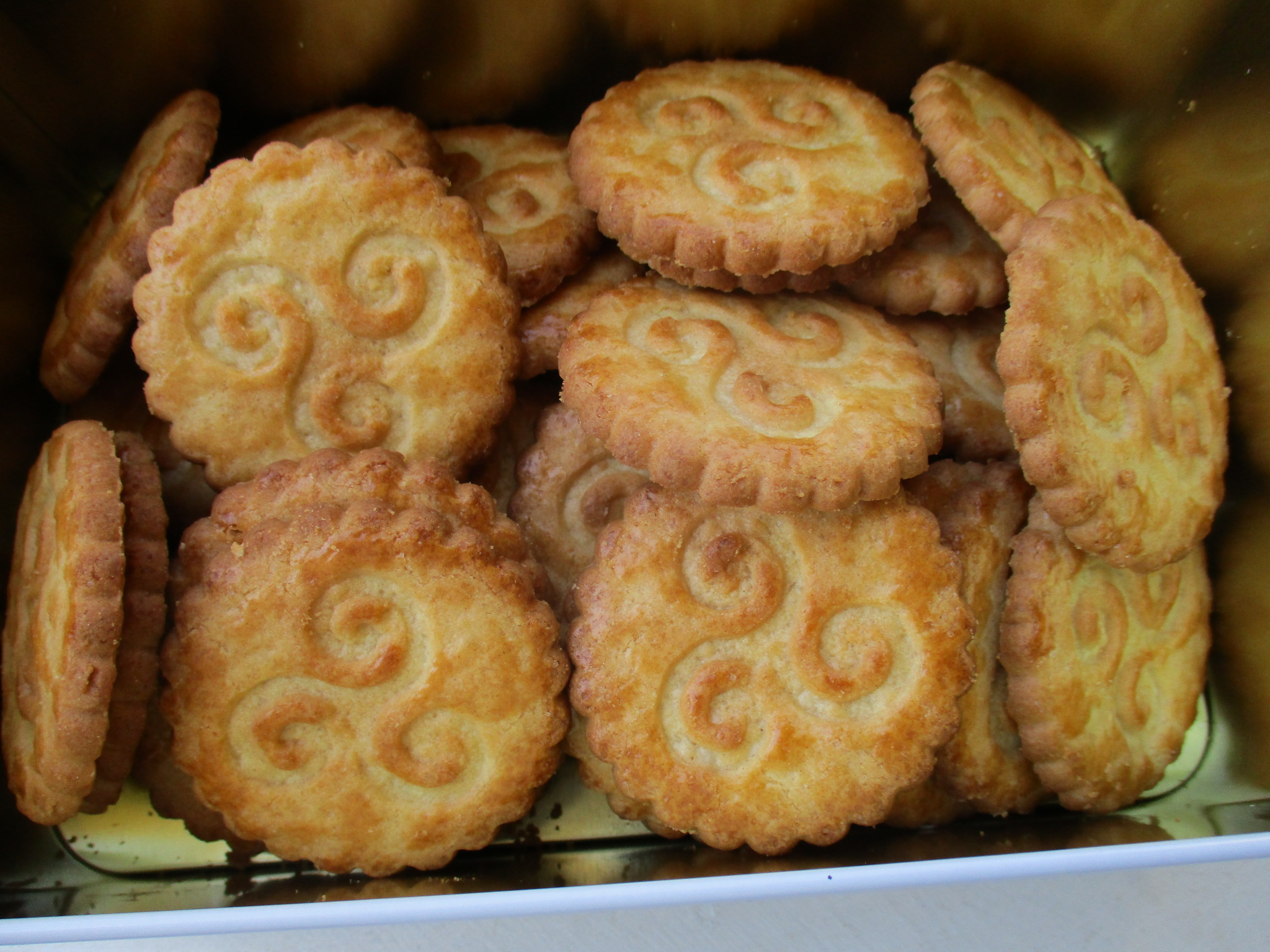
Galette bretonne.
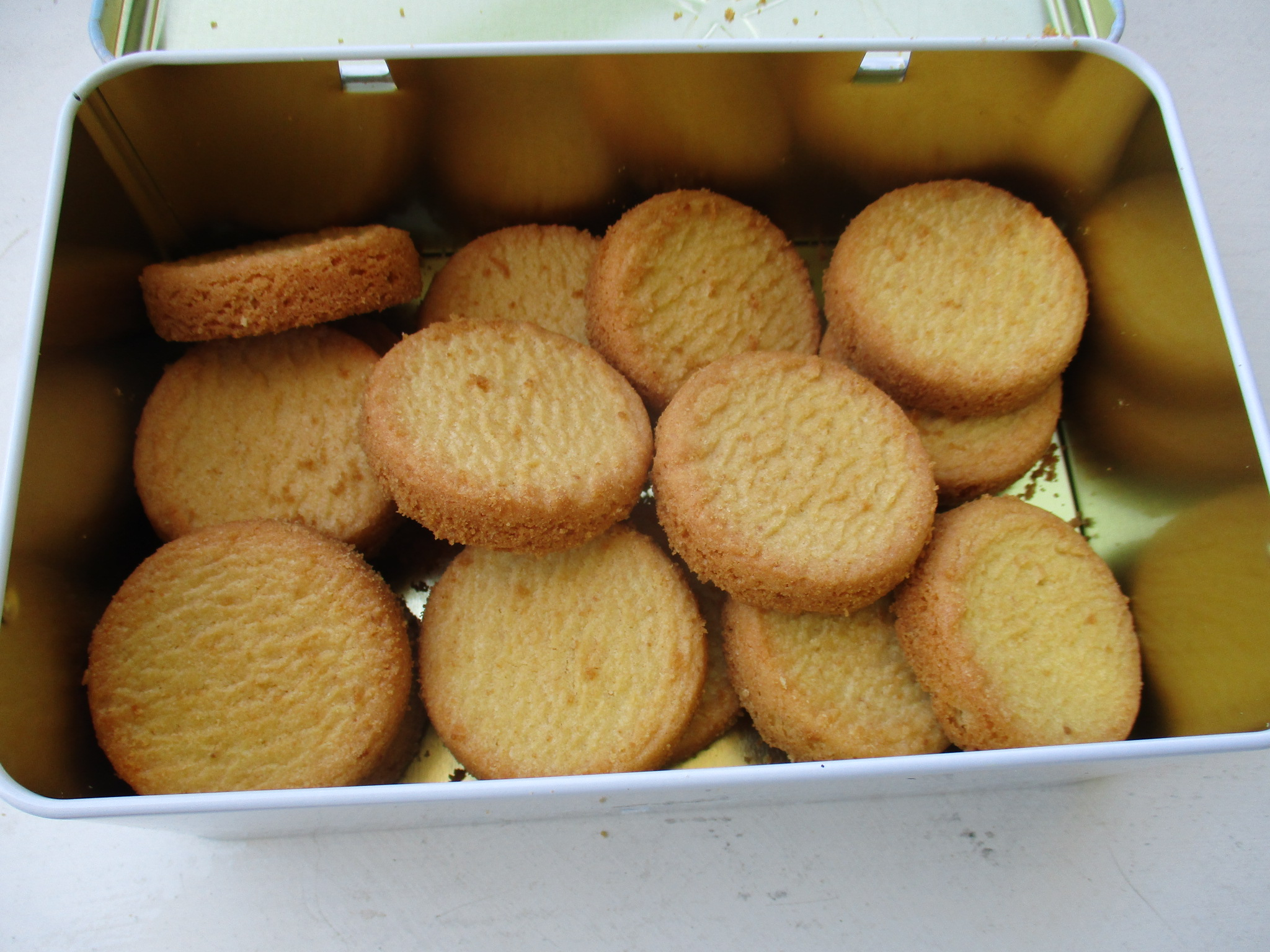
Palet breton.

### Biscuits et sucreries
- BN (Biscuit Nantais)
- Berlingot nantais
- Caramel au beurre salé
- Craquelin
- Gavotte (ou « crêpe dentelle »)

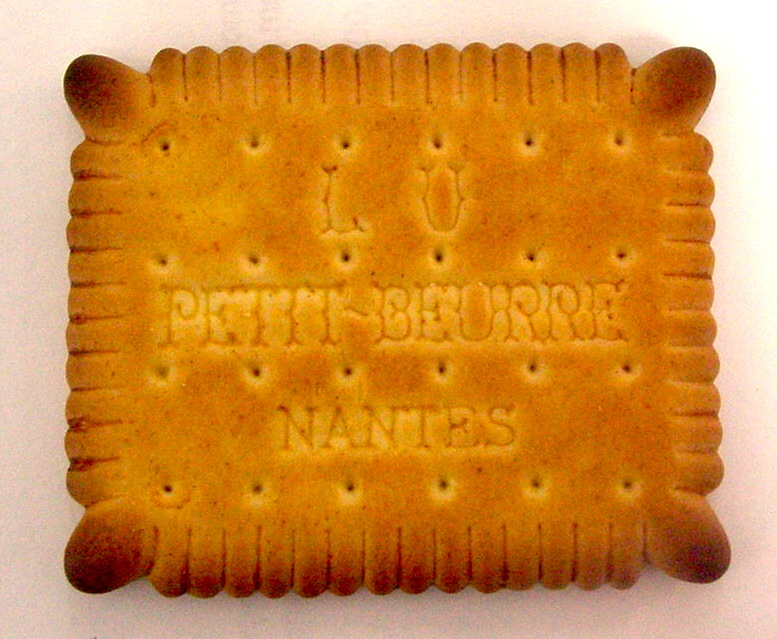
Un Petit Beurre LU.

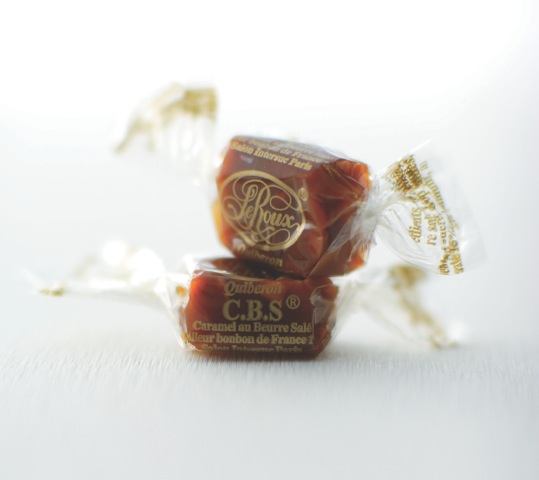
Caramel au beurre salé.

- Galette de Pont-Aven (ou Traou Mad)
- Galette Saint-Michel
- Niniches de Quiberon (bonbon et sucette)
- Palet breton
- Pavé nantais
- Petit Beurre
- Rigolette nantaise
- Sucettes du Val André

## Boissons

### Bières
- Bière du Bouffay
- Brasserie de la Côte de Jade : Brigantine

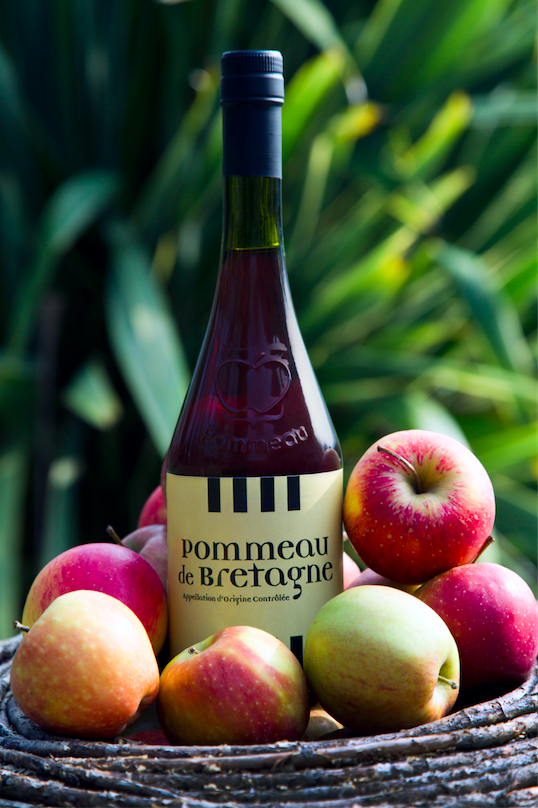
Pommeau de Bretagne.

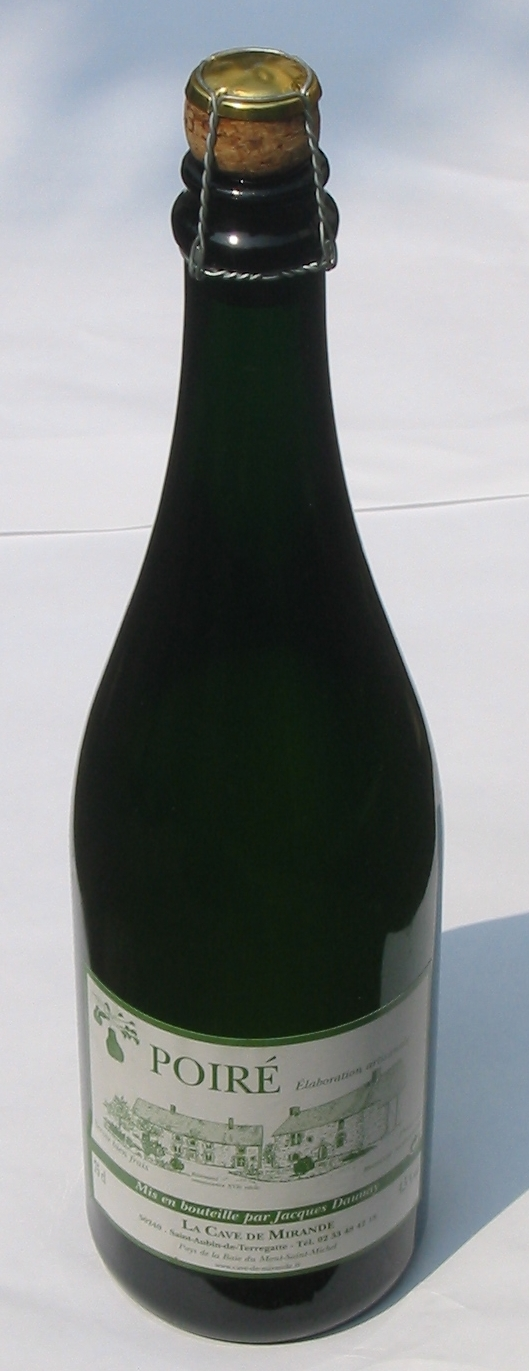
Poiré.

- Britt
- Celtika
- Coreff
- Lancelot
- Mor Braz
- Tri Martolod

### Cidres
- Cidre breton

### Chouchen
Aussi appelé hydromel.

### Lambig
Aussi appelé goutte : eau-de-vie de cidre

### Vins
- Muscadet-coteaux-de-la-loire (AOC)
- Muscadet-côtes-de-grandlieu (AOC)
- Muscadet-sèvre-et-maine (AOC)
- Vignoble des Coteaux-d'ancenis
- Vignoble du gros-plant-du-pays-nantais
- Vignoble du muscadet (AOC)
- Pommeau de Bretagne (AOC)

### Autres alcools
- Flip : boisson chaude à base de cidre, de goutte et de sucre
- Godinette
- Petit nantillais
- Poiré
- Kir breton : 1/5 de crème de cassis et 4/5 de cidre

### Boissons non-alcoolisées
- Cola alternatif :
  - Breizh Cola
  - Britt Cola
  - Beuk Cola

- Soda Alternatif :
  - Breizh Thé
  - Breizh Agrum
  - Breizh lim'
- Lait ribot
- Plancoët

## Quelques hauts lieux de la cuisine bretonne
- Marais salants de Guérande